# A1 Telekom Austria Group
A1 Telekom Austria Group (транскр.  'А1 Телеком Аустрија група') је пружалац услуга мобилне и фиксне телефоније, мултимедијалних услуга, података и ИТ решења, решења за мобилно плаћање. Седиште компаније налази се у Бечу. Компанија управља подружницама у седам европских земаља: Аустрија, Белорусија, Бугарска, Хрватска, Македонија, Србија и Словенија. Највећа подружница је аустријски телекомуникацијски оператер А1 Аустрија.